# 112313 Larrylines
112313 Larrylines è un asteroide della fascia principale. Scoperto nel 2002, presenta un'orbita caratterizzata da un semiasse maggiore pari a 2,5970085 au e da un'eccentricità di 0,1573963, inclinata di 6,39219° rispetto all'eclittica.
L'asteroide è dedicato al geofisico canadese Larry Lines.